# 永久ヒューズ
永久ヒューズは、ヒューズのうち、通常の電力ヒューズが1回だけしか使えないのに対し、繰り返し使用することができる製品である。PPF(permanent power fuse)、自己復旧型限流素子とも呼ぶ。主に、大電力用途に使われる。
なお小電力用途の場合は類似する素子として、主にポリスイッチが使用される。

## 原理
永久ヒューズ内に閉じ込められている金属の相変化を利用し、急激な過電流に対し、ヒューズ内の抵抗値を急激に上げて、限流することで、ヒューズの役割を果たす。
2つの電極間は金属ナトリウムで接続されている。それぞれの電極は中空であり、ピストン状になっている。ここにアルゴンガスが封入されている。また、電極は、熱伝導率のよいベリリア磁器で包まれ、さらに電極全体がセラミックで覆われている。全体はステンレス製の容器に収まっている。
過電流が流れると、金属ナトリウムが溶解、気化し、急速に体積が増え、また、電気抵抗も増大する。体積が増えた分は、ピストン構造内にあるアルゴンガスが圧力を吸収する。熱については、絶縁体を通して、外部に発散させる。この間の遷移は100分の1秒程度である。
過電流が収まると、ナトリウムがまた固体に戻るので、通常状態に戻る。そのため、繰り返し利用ができる。
永久ヒューズは、単独で使用するのではなく、通常はブレーカーと組み合わせて使用される。

## 開発
製品は三菱電機が、1969年9月27日に発表した。開発は、生産技術研究所の伊藤利朗が中心となって行われた。